# Rääpysjärvi
Rääpysjärvi eller Räävysjärvi är en sjö i Finland. Den ligger i kommunen Taivalkoski i landskapet Norra Österbotten, i den nordöstra delen av landet, 600 km norr om huvudstaden Helsingfors. Rääpysjärvi ligger 234,7 meter över havet. Den ligger vid sjön Saarilampi. Arean är 1,16 kvadratkilometer och strandlinjen är 6,14 kilometer lång. Sjön  ingår i Ijo älvs huvudavrinningsområde. 